# Чернышёва, Ольга Елизаровна
Ольга Елизаровна Чернышёва (23 июня 1924, Натухаевская — 13 декабря 2000, Натухаевская) — советский передовик производства в сельском хозяйстве. Герой Социалистического Труда (1950).

## Биография
Родилась 23 июня 1924 года в станице Натухаевской Черноморского округа Юго-Восточной области, ныне в черте города Новороссийска Краснодарского края в крестьянской семье.
С 1939 года работала виноградарем в местном колхозе «Совнарком» Верхнебаканского района, позже возглавила комсомольско-молодёжное звено в совхозе «Натухаевский» Анапского района Краснодарского края.
В 1949 году по итогам работы звено О. Е. Чернышёвой получило урожай винограда 94,6 центнера с гектара на площади 3,4 гектара виноградников.
11 июля 1950 года Указом Президиума Верховного Совета СССР «за получение высокого урожая винограда при выполнении колхозами обязательных поставок и контрактации по всем видам сельскохозяйственной продукции, натуроплаты за работу МТС в 1949 году и обеспеченности семенами всех культур в размере полной потребности для весеннего сева 1950 года» Ольга Елизаровна Чернышёва была удостоена звания Героя Социалистического Труда с вручением Ордена Ленина и золотой медали «Серп и Молот».
Звено под руководством О. Е. Чернышёвой продолжало получать высокие урожаи винограда и 24 августа 1951 года Указом Президиума Верховного Совета СССР «за отличие в труде по итогом 1950 года» Ольга Елизаровна Чернышёва была  награждена вторым Орденом Ленина.
В 1961 году по состоянию здоровья переведена на работу птичницей, а с 1963 года трудилась в детском саду.
О. Е. Чернышёва помимо основной деятельности с 1950 года избиралась депутатом Натухаевского сельсовета.
С 1979 года — на пенсии. Скончалась в 2000 году.

## Награды
- Медаль «Серп и Молот» (11.07.1950)
- Орден Ленина (24.08.1951, 11.07.1950)